# دائرة أسول
دائرة أسول هي إحدى دوائر إقليم تنغير، التابع لجهة درعة تافيلالت، المملكة المغربية. تضم الدائرة 2 جماعات قروية، وبلغ عدد سكانها 16130 فرداً سنة 2004 حسب الإحصاء الرسمي للسكان والسكنى. يتبع للدائرة 11 مشيخة و45 دوار.

## التقسيمات الإداريّة
تعتبر دائرة أسول إحدى الدوائر المشكّلة لإقليم تنغير، وهو التقسيم الإداري من المستوى الرابع المعتمد في المغرب. ينقسم إقليم تنغير إلى 22 جماعات قروية تختلف من حيث السكان والمساحة، والتي بدورها تنقسم إلى مشيخات تضم عدداً من الدواوير.